# Constitution brésilienne de 1891
 (mars 2024).
La mise en forme du texte ne suit pas les recommandations de Wikipédia : il faut le « wikifier ».
Les points d'amélioration suivants sont les cas les plus fréquents. Le détail des points à revoir est peut-être précisé sur la page de discussion.
- Les titres sont pré-formatés par le logiciel. Ils ne sont ni en capitales, ni en gras.
- Le texte ne doit pas être écrit en capitales (les noms de famille non plus), ni en gras, ni en italique, ni en « petit »…
- Le gras n'est utilisé que pour surligner le titre de l'article dans l'introduction, une seule fois.
- L'italique est rarement utilisé : mots en langue étrangère, titres d'œuvres, noms de bateaux, etc.
- Les citations ne sont pas en italique mais en corps de texte normal. Elles sont entourées par des guillemets français : « et ».
- Les listes à puces sont à éviter, des paragraphes rédigés étant largement préférés. Les tableaux sont à réserver à la présentation de données structurées (résultats, etc.).
- Les appels de note de bas de page (petits chiffres en exposant, introduits par l'outil «  Source ») sont à placer entre la fin de phrase et le point final[comme ça].
- Les liens internes (vers d'autres articles de Wikipédia) sont à choisir avec parcimonie. Créez des liens vers des articles approfondissant le sujet. Les termes génériques sans rapport avec le sujet sont à éviter, ainsi que les répétitions de liens vers un même terme.
- Les liens externes sont à placer uniquement dans une section « Liens externes », à la fin de l'article. Ces liens sont à choisir avec parcimonie suivant les règles définies. Si un lien sert de source à l'article, son insertion dans le texte est à faire par les notes de bas de page.
- La présentation des références doit suivre les conventions bibliographiques. Il est recommandé d'utiliser les modèles {{Ouvrage}}, {{Chapitre}}, {{Article}}, {{Lien web}} et/ou {{Bibliographie}}. Le mode d'édition visuel peut mettre en forme automatiquement les références.
- Insérer une infobox (cadre d'informations à droite) n'est pas obligatoire pour parachever la mise en page.

Pour une aide détaillée, merci de consulter Aide:Wikification.
Si vous pensez que ces points ont été résolus, vous pouvez retirer ce bandeau et améliorer la mise en forme d'un autre article.
La Constitution brésilienne de 1891 (en portugais : Constituição brasileira de 1891), également connue sous le nom de Constitution de la république des États-Unis du Brésil (Constituição da República dos Estados Unidos do Brasil), promulguée le 24 février 1891, est la deuxième constitution du pays et la première de la période républicaine. La forme de gouvernement est devenue une république fédérative, composée de vingt États (anciennement appelés provinces) et du District fédéral (la ville de Rio de Janeiro),.

## Élaboration
En 1889, les discussions sur la rédaction d'une nouvelle constitution débutent. Le texte devient la première constitution républicaine et reste en vigueur pendant toute la Première République. Après un an de négociations avec les branches du gouvernement responsables du gouvernement du Brésil, la Constitution brésilienne de 1891 est promulguée le 24 février 1891. Les principaux auteurs du texte sont Prudente de Morais et Ruy Barbosa. Le texte n'est modifié qu'en 1926,.
La Constitution de 1891 s'inspire de la Constitution de la nation argentine, de la Constitution des États-Unis d'Amérique et de la Constitution fédérale de la Suisse. Elle se caractérise par la décentralisation des pouvoirs, car elle accorde une grande autonomie aux communes et aux anciennes provinces, devenues États. Il établit l'existence de trois pouvoirs indépendants du gouvernement : l'exécutif, le législatif et le judiciaire. L'ancien pouvoir modérateur, symbole de la monarchie, est aboli. Les membres des pouvoirs législatif et exécutif sont par principe élus au suffrage populaire direct, ce qui les caractériserait comme représentants des citoyens dans la vie politique nationale,.

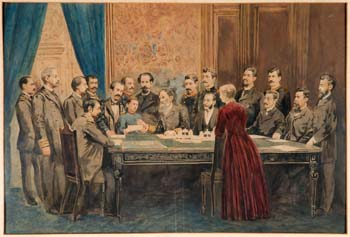
Gustave Hastoy : Signature of the draft 1891 Constitution, c. 1891. Fondation Casa de Rui Barbosa, Rio de Janeiro.

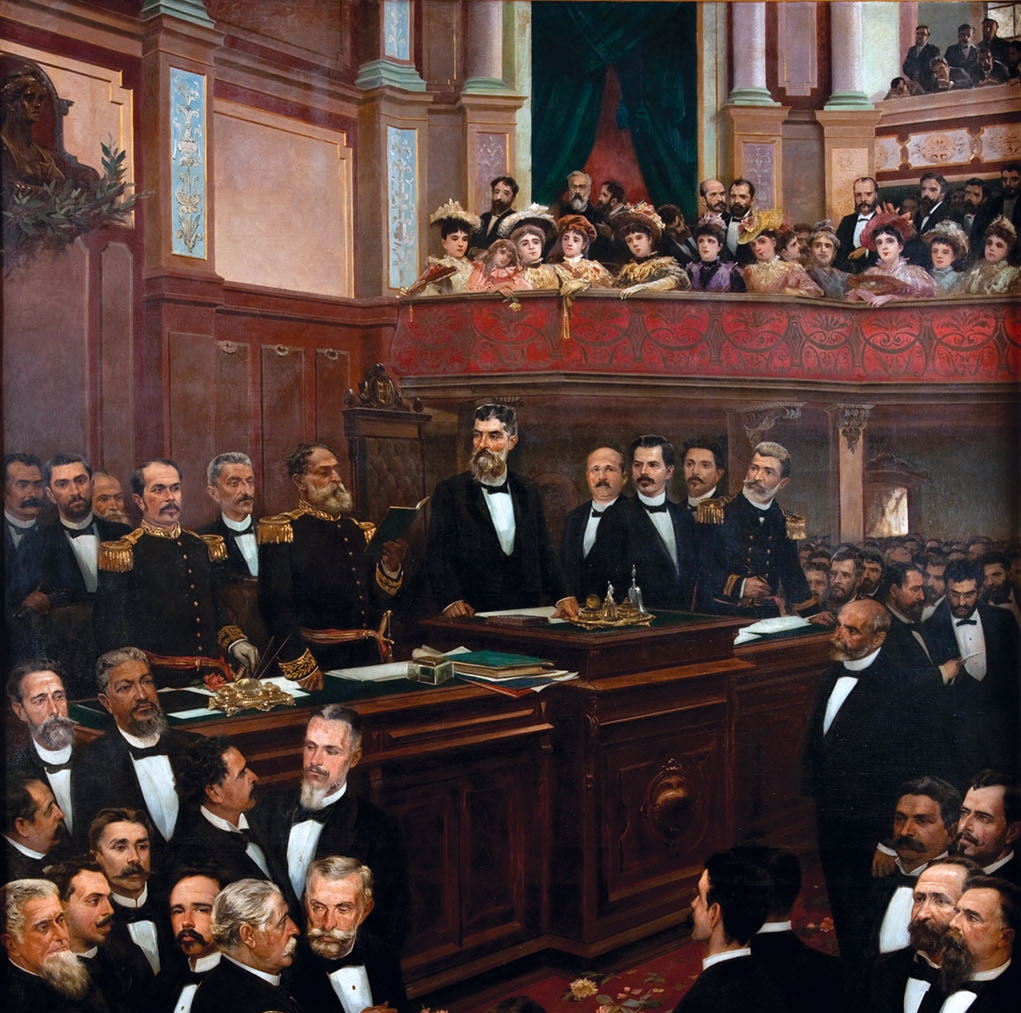
Aurélio de Figueiredo : Oath of the Constitution, c. 1891. Une fois la 1ère Constitution républicaine promulguée, les maréchaux Manuel Deodoro da Fonseca et Floriano Peixoto prennent leurs fonctions.

Le système de gouvernement choisi est le présidentialisme dont le mandat est un quadriennat élu au suffrage direct sans droit de réélection pour le mandat immédiatement suivant ; il en est de même pour le vice-président. À l’époque, le vice-président est élu indépendamment du candidat présidentiel, ce qui permet de sélectionner le candidat de l’opposition. Si un président décède ou démissionne, son vice-président n'assume ses fonctions que jusqu'à la tenue de nouvelles élections, au lieu de servir jusqu'à la fin du mandat de quatre ans, comme c'est le cas aujourd'hui. Les élections présidentielles ont eu lieu la dernière année du mandat présidentiel, le 1er mars, et les élus ont prêté serment le 15 novembre,.
Quant aux règles électorales, il était déterminé que le vote au Brésil resterait non secret (la signature de l'électeur sur le bulletin de vote devenait obligatoire) et universel (le suffrage censitaire, qui définissait les électeurs selon leurs revenus, était aboli, mais les personnes analphabètes, les religieux soumis à l'obéissance ecclésiastique et les mendiants restent exclus du droit de vote). Le Congrès national est chargé de réglementer le système d'élections aux fonctions politiques fédérales et les assemblées des États de réglementer les élections nationales et municipales, qui ne changeraient qu'à partir de la Constitution de 1934 avec la création de la justice électorale. Le vote de circonscription a été maintenu, avec l'élection de trois députés pour chaque circonscription électorale du pays,,.
La séparation de l'Église et de l'État est également définie : les élections n'auront plus lieu dans églises, le gouvernement n'interviendra plus dans le choix des postes du haut clergé, comme les évêques, les diacres et les cardinaux, et la paroisse n'est plus considérée comme autorité administrative - qui équivalait à une municipalité ainsi qu'à un district, un village et une comarca. Le Brésil n'a plus de religion officielle et le monopole de l'état civil a été transféré au gouvernement fédéral. Des bureaux d'état civil pour l'enregistrement des naissances, des mariages et des décès sont créés, ainsi que des cimetières publics, où n'importe qui peut y être enterré, quelle que soit sa croyance. Le gouvernement fédéral assume également le contrôle de l'éducation et crée plusieurs écoles primaires et secondaires publiques ; la Constitution de 1891 interdit par ailleurs l'enseignement religieux dans les établissements publics. La séparation provoque un tollé au sein de l'Église, qui ne se réconciliera avec le gouvernement que pendant l'Estado Novo,,.
La noblesse et les armoiries privées sont abolies et plus aucun privilège aristocratique n'est reconnu ; les plus influents ont conservé leurs symboles pendant la République par respect et courtoisie. Selon la nouvelle constitution, les Brésiliens qui acceptent tout titre étranger contraire aux préceptes républicains du texte de 1891, sans l'autorisation expresse du Congrès, perdent leurs droits politiques. L'Ordre impérial de la Croix et l'Ordre impérial d'Avis sont officiellement abolis et remplacés par les Ordres nationaux de la Croix du Sud et du Mérite militaire, mais conservent les caractéristiques de leurs prédécesseurs,.
La Constitution de 1891 est rédigée sur la base des principes fondamentaux de la Constitution américaine. Cependant, les principes libéraux-démocrates en sont absents puisque les oligarchies foncières, à travers leurs représentants, ont eu une forte influence sur la rédaction du texte. L’objectif des caféiculteurs de São Paulo était d’accroître la décentralisation du pouvoir et de renforcer les oligarchies régionales en affaiblissant le pouvoir central, notamment militaire. L’influence de São Paulo, détenteur à l’époque de la plus grande part du PIB brésilien, est décisive. Le premier parti républicain est formé grâce à la Convention de l'Itu,.
La copie de l'époque avec les signatures des votants est conservée par les Archives nationales du Brésil.

## Contenu

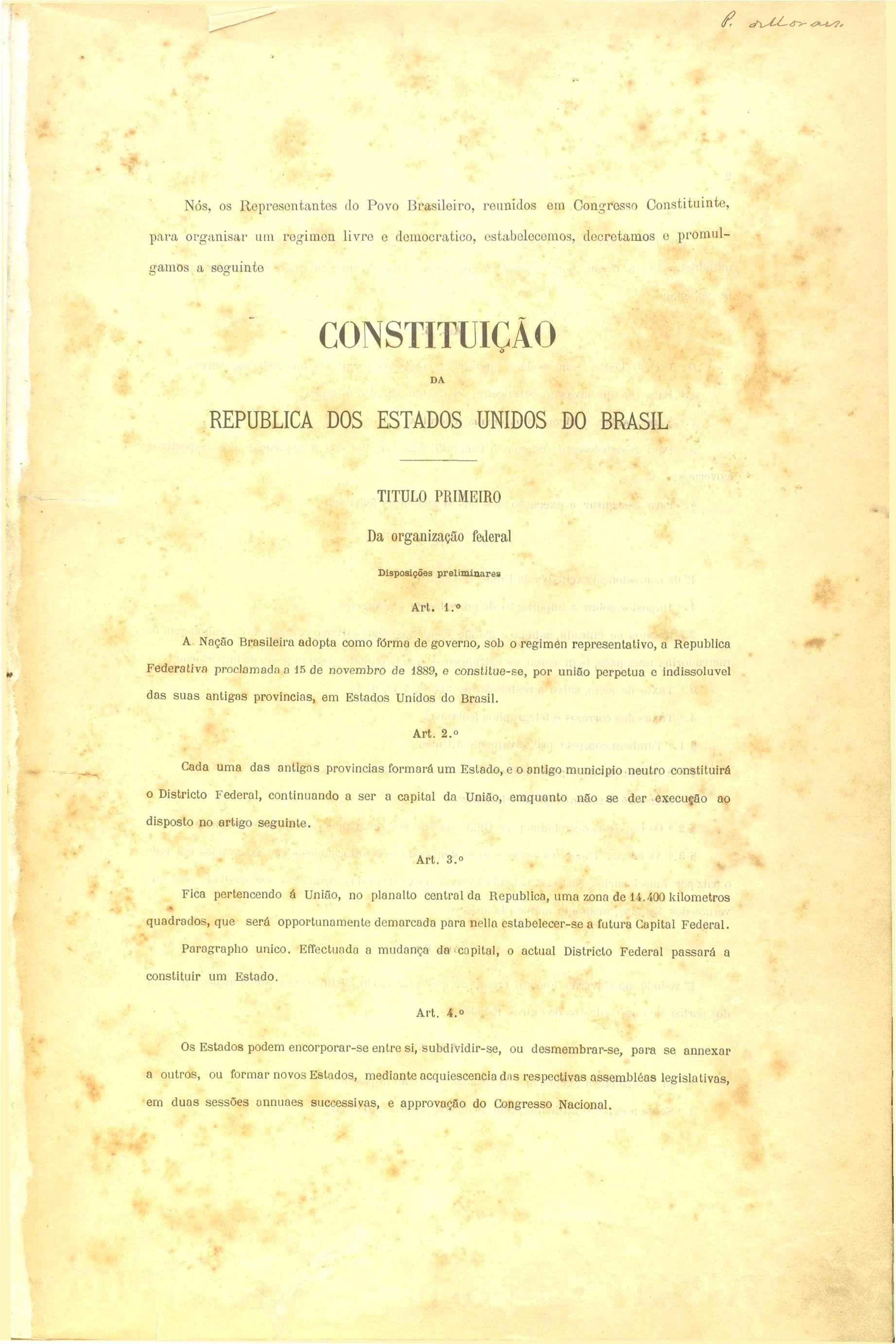
Page 01 de la Constitution de 1891 de la république du Brésil.

Les principaux aspects de la Constitution de 1891 étaient :
- Abolition des institutions monarchiques ;
- Les sénateurs n'occupent plus de fonctions à vie;
- Le vice-président de la République exerce en même temps la présidence du Sénat ;
- Système de gouvernement présidentiel ;
- Le président de la République devient le chef du pouvoir exécutif ;
- Les élections se déroulent désormais au suffrage direct, mais restent non secrètes ;
- La durée du mandat est de quatre ans pour le président, de neuf ans pour les sénateurs et de trois ans pour les députés fédéraux ;
- Le président et le vice-président ne sont pas réélus pour le mandat immédiatement suivant ;
- Les candidats au vote effectif sont choisis par des hommes âgés de plus de 21 ans, à l'exception des analphabètes, des mendiants, des militaires, des femmes et des religieux qui sont soumis au vote d'obéissance ;
- Le Congrès national est responsable du pouvoir législatif, composé du Sénat et de la Chambre des députés ;
- Les provinces sont rebaptisées États, avec une plus grande autonomie au sein de la Fédération ;
- Les États de la Fédération commencent à avoir leurs constitutions hiérarchisées par rapport à la constitution fédérale ;
- L'Église catholique est séparée de l'État brésilien et cesse d'être la religion officielle du pays ;
- Une superficie de 14 400 kilomètres carrés destinée au futur transfert de la capitale brésilienne vers le plateau central est transférée au gouvernement fédéral.

Les libertés d'association et de réunion sans armes ont été prônées, les accusés ont bénéficié des pleins droits de la défense ; les peines de galères, de bannissement judiciaire et de mort ont été abolies. L'habeas corpus est institué et les juges fédéraux se sont vu garantir la magistrature (perpétuité, inamovibilité permanente et irréductibilité des salaires).